# CD Tondela
Clube Desportivo de Tondela je portugalský fotbalový klub z města Tondela v regionu Centro. Byl založen v roce 1933, své domácí zápasy hraje na Estádio João Cardoso s kapacitou 3 000 míst.
Klubové barvy jsou žlutá a zelená.
V sezóně 2013/14 hraje v portugalské druhé lize.

## Úspěchy
Národní
- 1× vítěz Segunda Divisão – Zona Centro (2011/12)[pozn. 1][1]